# Ann-Christine Rosenquist
Ann-Christine Rosenquist (* um 1940) ist eine ehemalige schwedische Badmintonspielerin.

## Karriere
Ann-Christine Rosenquist gewann in Schweden zwei Juniorentitel, bevor sie 1965 erstmals bei den Erwachsenen erfolgreich war. Weitere Titelgewinne folgten 1966 und 1969. Bei den All England 1965 und den All England 1969 wurde sie jeweils 17. im Dameneinzel.

## Sportliche Erfolge
| Saison    | Veranstaltung                     | Disziplin   | Platz | Name                                                          |
| --------- | --------------------------------- | ----------- | ----- | ------------------------------------------------------------- |
| 1957/1958 | Schweden: Einzelmeisterschaft U19 | Damendoppel | 1     | Jane Lundgren / Ann-Christine Rosenquist (BKAura)             |
| 1958/1959 | Schweden: Einzelmeisterschaft U19 | Mixed       | 1     | Willy Lund / Ann-Christine Rosenquist (BK Aura)               |
| 1964/1965 | Schweden: Einzelmeisterschaft     | Damendoppel | 1     | Ann-Christine Rosenquist / Eva Twedberg (BK Aura / Ystads BK) |
| 1965/1966 | Schweden: Einzelmeisterschaft     | Damendoppel | 1     | Ann-Christine Rosenquist / Eva Twedberg (BK Aura / MAI)       |
| 1968/1969 | Schweden: Einzelmeisterschaft     | Damendoppel | 1     | Ann-Christine Rosenquist / Eva Twedberg (BK Aura / MAI)       |